# الفقهاء (ليبيا)
الفقها هي واحة من واحات مرتفع الجفرة في ليبيا. وتقع قرب جبل الهروج، سكانها أمازيغ .